# Music from „The Elder”
Music from „The Elder” – dziewiąty album studyjny amerykańskiej grupy KISS wydany w 1981 roku. Jest to pierwszy album, w którego nagraniu wziął udział perkusista Eric Carr.

## Lista utworów
| Lp. | Tytuł                  | Autor                                     | Wokal            | Czas |
| --- | ---------------------- | ----------------------------------------- | ---------------- | ---- |
| 1.  | Fanfare                | Paul Stanley, Bob Ezrin                   | instrumental     | 1:21 |
| 2.  | Just a Boy             | Stanley, Ezrin                            | Stanley          | 2:25 |
| 3.  | Odyssey                | Tony Power                                | Stanley          | 5:36 |
| 4.  | Only You               | Gene Simmons                              | Simmons, Stanley | 4:17 |
| 5.  | Under the Rose         | Simmons, Eric Carr                        | Simmons          | 4:51 |
| 6.  | Dark Light             | Ace Frehley, Simmons, Anton Fig, Lou Reed | Frehley          | 4:18 |
| 7.  | A World Without Heroes | Stanley, Simmons, Ezrin, Reed             | Simmons          | 2:40 |
| 8.  | The Oath               | Stanley, Ezrin, Powers                    | Stanley          | 4:31 |
| 9.  | Mr. Blackwell          | Simmons, Reed                             | Simmons          | 4:52 |
| 10. | Escape from the Island | Frehley, Carr, Ezrin                      | instrumental     | 2:52 |
| 11. | I                      | Simmons, Ezrin                            | Simmons, Stanley | 5:03 |

## Informacje
- Gene Simmons – gitara basowa, wokal, gitara rytmiczna w „Only You”
- Paul Stanley – gitara rytmiczna, wokal, gitara prowadząca w „A World Without Heroes”
- Ace Frehley – gitara prowadząca, wokal, gitara basowa w „Dark Light”
- Eric Carr – perkusja
- Bob Ezrin – producent, keyboard, gitara basowa w „The Oath” i „Escape from the Island”
- Allan Schwartzberg – perkusja w „Odyssey” i „I”